# Paraoa
Paraoa is een atol in de eilandengroep van de Tuamotuarchipel (Frans-Polynesië). Het atol behoort tot de gemeente Hao. In 2017 was het eiland niet permanent bewoond. 

## Geografie
Paraoa ligt 53 km ten oosten van Manuhangi, 185 km ten zuiden van Hao en 900 km ten oosten van Tahiti. Het is een bijna rond atol met een lengte van 8,5 km en een breedte van 5,5 km. Het landoppervlak bedraagt 4 km². Het wateroppervlak van de lagune is 14 km².

## Geschiedenis
De eerste Europeaan die melding maakte van het eiland is de ontdekkingsreiziger Samuel Wallis in 1767.

## Ecologie
Op het eiland komen 39 vogelsoorten voor waaronder zes soorten van de Rode Lijst van de IUCN waaronder de phoenixstormvogel (Pterodroma alba) en de endemische tuamotujufferduif (Ptilinopus coralensis) en tuamotukarekiet (Acrocephalus atyphus).